# Pedro Chumillas Zurilla
Pedro Chumillas Zurilla (Sevilla, 1964) és un advocat i polític català, diputat al Parlament de Catalunya en la IX i X legislatures.

## Biografia
Resideix a Barcelona des de petit, i viu a un centre de l'Opus Dei.
És llicenciat en Ciències Econòmiques per la Universitat de Barcelona i en Filosofia per la Universitat de Navarra, diplomat del Programa de Direcció general del IESE Business School de la Universitat de Navarra. Ha estat Director d'Operacions de l'IESE. També és professor de Pensament Polític i Social i d'Ètica a la Universitat Internacional de Catalunya.
Militant del Partit Popular de Catalunya i coordinador de FAES a Catalunya, fou candidat d'aquest partit a l'alcaldia de Vic a les eleccions municipals espanyoles de 2011, però no va sortir escollit. Fou elegit diputat a les eleccions al Parlament de Catalunya de 2010 i 2012. Ha estat portaveu a la Comissió d'Educació i membre de la Comissió d'Economia.
El 2013 renuncià al seu escó per "motius personals", amb la intenció de revifar el PP a la comarca d'Osona de cara a les eleccions municipals espanyoles de 2015.